# Campeonato Piauiense Segunda Divisão 2022
In 2022 werd het achttiende Campeonato Piauiense Segunda Divisão gespeeld voor voetbalclubs uit de Braziliaanse staat Piauí. De competitie werd georganiseerd door de FFP en werd gespeeld van 20 augustus tot september. Comercial werd kampioen.

## Eerste fase
| Plaats | Club        | Wed. | W | G | V | Saldo | Ptn. |
| ------ | ----------- | ---- | - | - | - | ----- | ---- |
| 1.     | Ferroviário | 4    | 2 | 2 | 0 | 3:0   | 8    |
| 2.     | Comercial   | 4    | 2 | 1 | 1 | 3:2   | 7    |
| 3.     | Tiradentes  | 4    | 1 | 1 | 2 | 3:4   | 4    |
| 4.     | Picos       | 4    | 1 | 1 | 2 | 2:3   | 4    |
| 5.     | Piauí       | 4    | 1 | 1 | 2 | 1:3   | 4    |

|  | Geplaatst voor tweede fase |

## Tweede fase
|  | halve finale | halve finale | halve finale | halve finale |  |             | finale | finale | finale | finale |
|  |              |              |              |              |  |             |        |        |        |        |
|  |              |              |              |              |  |             |        |        |        |        |
|  | Ferroviário  | 1            | 2            | 3            |  |             |        |        |        |        |
|  | Picos        | 0            | 2            | 2            |  |             |        |        |        |        |
|  |              |              |              |              |  | Ferroviário | 0      |        | 0      |        |
|  |              |              |              |              |  | Comercial   | 2      |        | 2      |        |
|  | Comercial    | 1            | 4            | 5            |  |             |        |        |        |        |
|  | Tiradentes   | 0            | 1            | 1            |  |             |        |        |        |        |

## Totaalstand
| Plaats | Club        | Wed. | W | G | V | Saldo | Ptn. |
| ------ | ----------- | ---- | - | - | - | ----- | ---- |
| 1.     | Comercial   | 7    | 5 | 1 | 1 | 10:3  | 16   |
| 2.     | Ferroviário | 7    | 3 | 3 | 1 | 6:4   | 12   |
| 3.     | Picos       | 6    | 1 | 2 | 3 | 4:6   | 5    |
| 4.     | Tiradentes  | 6    | 1 | 1 | 4 | 4:9   | 4    |
| 5.     | Piauí       | 4    | 1 | 1 | 2 | 1:3   | 4    |

|  | Kampioen, promotie naar Série A 2023                   |
|  | Vicekampioen, promotie naar promotie naar Série A 2023 |
|  | Uitgeschakeld in halve finale                          |
|  | Uitgeschakeld na eerste fase                           |

### Kampioen
| Campeonato Piauiense de 2022 - Segunda Divisão |
| Piaui                                          |
| ---------------------------------------------- |
| COMERCIAL Kampioen (2° titel)                  |

1957 · 1958-1960 · 1961 · 1962 · 1963 · 1964 · 1965 · 1966 · 1967 · 1968-1977 · 1978 · 1979-2002 · 2003 · 2004 · 2005 · 2006 · 2007 · 2008-2014 · 2015 · 2016 · 2017 · 2018 · 2019 · 2020 · 2021 · 2022  · 2023  · 2024